# ウィルソン・アベニュー駅
ウィルソン・アベニュー駅（Wilson Avenue）はブルックリン区のウィルソン・アベニュー - モファット・ストリート交差点にあるニューヨーク市地下鉄BMTカナーシー線の駅で、終日L系統が停車する。

## 歴史
ウィルソン・アベニュー駅は1928年7月14日にカナーシー線が当時高架区間の西端だったブロードウェイ・ジャンクション駅からモントローズ・アベニュー駅まで延伸されたのに合わせて開業した。

## 駅構造
| 南行線 （2F） | → カナーシー-ロッカウェイ・パークウェイ駅行き（ブッシュウィック・アベニュー-アバディーン・ストリート駅）→ | → カナーシー-ロッカウェイ・パークウェイ駅行き（ブッシュウィック・アベニュー-アバディーン・ストリート駅）→ |
| 南行線 （2F） | 単式ホーム、右側ドアが開く                                                                                | |
| 北行線 （1F） | ← 8番街駅行き（ホールジー・ストリート駅）                                                                 | ← 8番街駅行き（ホールジー・ストリート駅）                                                                 |
| 北行線 （1F） | 単式ホーム、左側ドアが開く                                                                                | |
| 北行線 （1F） | 改札、メトロカード自動券売機、出入口への通路                                                              | |
| G             | 地上階 | 出入口 |

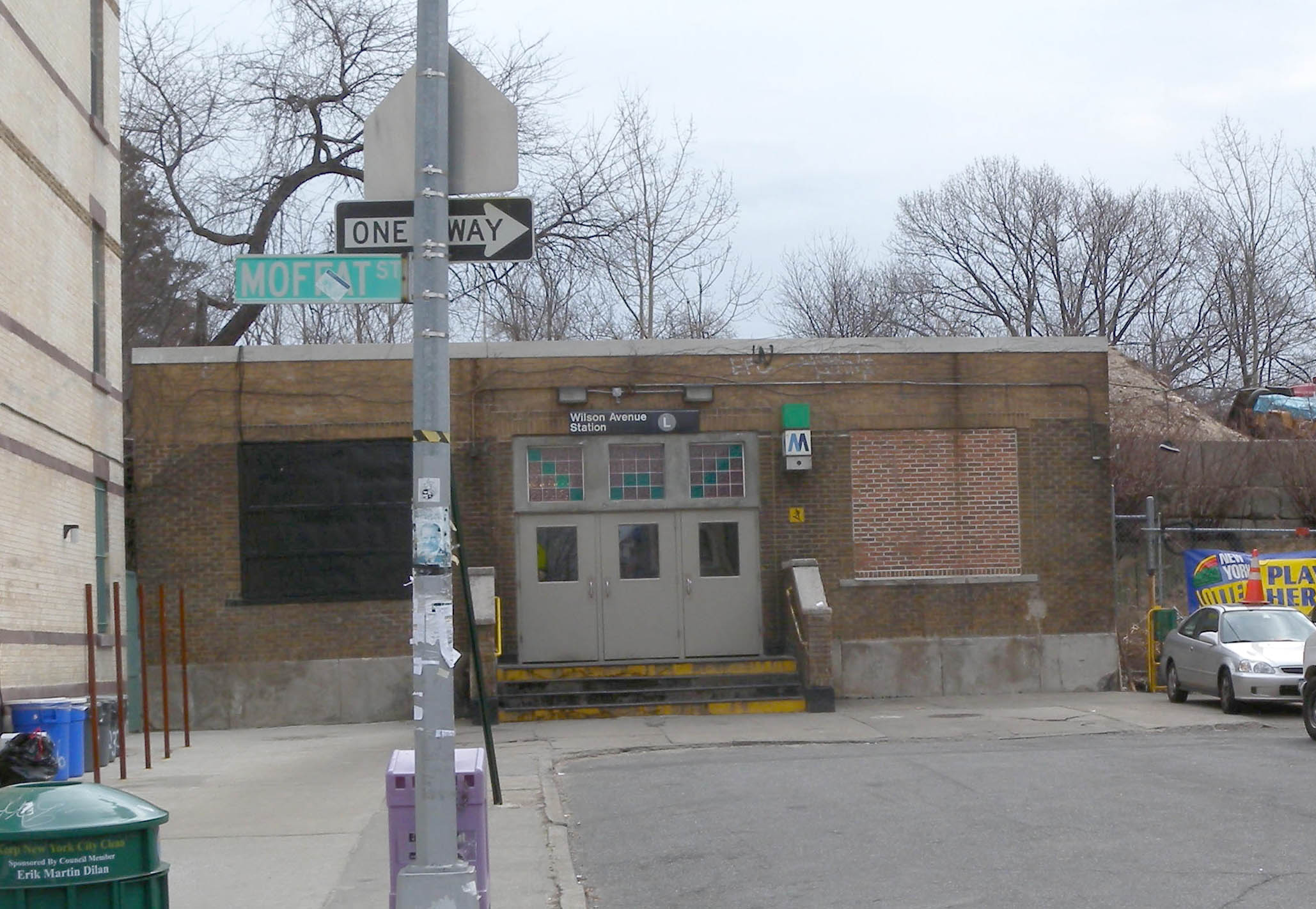
通りに面したエントランス

ウィルソン・アベニュー駅は北行線と南行線が別の階になっているという変わった構内レイアウトをしている。これは建設当時に両側をニューヨーク・コネクティング鉄道とロングアイランド鉄道ベイ・リッジ支線に挟まれていて用地が確保できなかったためである。各階ごとに単式ホーム1面1線を有し、このような構造を持つカナーシー線唯一の駅でもある。南行線は低い高架になっており、背の高いフェンスを通してホーリー・トリニティ墓地を望むことができる。南行線は駅の南側でセントラル・アベニューをオーバーパスした後、ブッシュウィック・アベニュー-アバディーン・ストリート駅に向かうトンネルに進入していく。北行線はさらに低く、地下駅のような印象の地上駅である。

### 出入口
駅エントランスは1か所で、モファット・ストリートの東側のウィルソン・アベニュー突き当たりにある。階段が3本ある。エントランスは北行線ホームに面しており、そこから階段で階上の南行線ホームに行くようになっている。北行階の東側（ホーム側）はコンクリート壁になっており、南行線ホームには全長に渡って屋根が設けられている。壁には主に緑で縁取りされた色とりどりの鮮やかなタイルモザイクの帯（28色が用いられている）が施されている。線路側の壁にもホームに合わせたタイルモザイクが施されていたが、1982年以降にいつの間にか取り外されてしまった。